# Tonquédec
Tonquédec (bret. Tonkedeg) – miejscowość i gmina we Francji, w regionie Bretania, w departamencie Côtes-d’Armor.
Według danych na rok 1990 gminę zamieszkiwało 1061 osób, a gęstość zaludnienia wynosiła 59 osób/km² (wśród 1269 gmin Bretanii Tonquédec plasuje się na 557. miejscu pod względem liczby ludności, natomiast pod względem powierzchni na miejscu 563.).